# Aegyptosuchus peyeri
Aegyptosuchus peyeri è un rettile estinto affine ai coccodrilli, vissuto all'inizio del Cretaceo superiore (Cenomaniano, circa 98 - 95 milioni di anni fa). I suoi resti fossili sono stati ritrovati in Egitto.

## Descrizione
Noto solo per resti fossili molto incompleti, questo animale doveva essere molto simile agli odierni coccodrilli ed è possibile che raggiungesse la lunghezza di 5-6 metri. Il solo cranio doveva essere lungo circa un metro. Il cranio era lungo e piatto, e la larghezza dell'apice del muso era di poco inferiore a quella della scatola cranica. Aegyptosuchus è noto esclusivamente per un esemplare (BSPG 1912 VIII 177) che comprende una scatola cranica insolitamente spessa con piccole fosse dorsotemporali strette, simili a quelle presenti in un altro coccodrillo del Cretaceo egiziano, Stomatosuchus. Altro materiale attribuito ad Aegyptosuchus (un ectopterigoide, un osso articolare, denti e vertebre cervicali, sacrali, presacrali e caudali) è ritenuto essere stato distrutto durante la Seconda Guerra Mondiale. Le vertebre possedevano una caratteristica cavità anteriore (procele). 

## Classificazione
I fossili di Aegyptosuchus vennero scoperti nella formazione di Bahariya, nella collina di Gebel el Dist in Egitto, e vennero descritti da Ernst Stromer nel 1933; parte dei resti andarono perduti durante un bombardamento durante la Seconda Guerra Mondiale, quando il museo di storia naturale di Monaco venne distrutto.
Alcune caratteristiche di Aegyptosuchus (ad esempio le vertebre fortemente procele) fanno pensare a un'appartenenza ai neosuchi. Similitudini furono riscontrate anche con il bizzarro Stomatosuchus, ma nel 1936 Kuhn descrisse la famiglia Aegyptosuchidae per sottolineare le diversità di questo coccodrillo. Successivamente questa famiglia, poiché monogenerica, venne considerata ridondante e quindi l'utilizzo del termine Aegyptosuchidae venne abbandonato; nel 2012, con la descrizione di una forma simile dal Cretaceo del Marocco (Aegisuchus), il taxon Aegyptosuchidae riacquistò senso. Sembra che Aegyptosuchus e Aegisuchus costituissero un clade di crocodilomorfi affini ai veri Crocodylia (Holliday e Gardner, 2012).

## Paleobiologia
Il Nordafrica dell'inizio del Cretaceo superiore ospitava un enorme sistema fluviale, in cui vivevano numerosi predatori tra cui i coccodrilli. Tra le varie specie, sembra che Aegyptosuchus e Aegisuchus (così come Stomatosuchus e Laganosuchus) fossero dei predoni fluviali di agguato, in grado di cacciare grossi pesci ma anche rettili terrestri.